# Костарев, Вадим Владимирович
Вадим Владимирович Костарев (4 марта 1913, Париж, Франция — 8 января 1990, Москва) — советский геофизик, один из основоположников метеорологической радиолокации, лауреат Государственной премии СССР, доктор технических наук, профессор.

## Биография
Родился 4 марта 1913 года в Париже, в семье находящегося в эмиграции профессионального революционера Костарева В. Ф. В 1914 году в связи с началом Первой мировой войны вместе с матерью вернулся в Россию, в Нижегородскую губернию, к её родителям.
В 1929 году после окончания девяти классов школы, Костарев начал свою трудовую деятельность в должности электоромонтера в Пермском отделении Государственного электротехнического треста, в том же году поступил в Пермский индустриальный техникум, который не смог окончить, из-за упразднения в нём энергетического отделения. В 1931 году поступил в Государственный электромашиностроительный институт имени Каган-Шабшая в Москве, реорганизованный в 1933 году в Московский институт инженеров связи. Ещё до окончания учёбы, во время подготовки дипломного проекта, начал работать техником лаборатории дальней связи этого института. В 1937 году после окончания института продолжил учёбу в аспирантуре и работу ассистентом на Кафедре телевидения и фотосвязи, где 12 июня 1941 года успешно защитил диссертацию на соискание учёной степени кандидата технических наук на тему «Кратная синхронизация фототелеграфных аппаратов».
С началом Великой Отечественной войны лейтенант Костарев служит начальником связи 271-й отдельного зенитного артиллерийского дивизиона Московской зоны ПВО, участвовал в битве под Москвой, был ранен. В марте 1943 года направлен в Центральную аэрологическую обсерваторию Главного управления гидрометслужбы РККА, под руководством Г. И. Голышева, на должность начальника конструкторского отдела, затем назначен начальником лаборатории радиолокации. Здесь, в лаборатории радиолокации, в полной мере раскрылся талант молодого учёного. Многие его работы, которые легли в основу нового направления метеорологической радиолокации, были поистине прорывными.
В том же 1943 году Костарев предложил применить радиолокаторы для определения ветра в атмосфере и, тем самым, сделать наблюдения ветра всепогодными. За короткое время был разработан и внедрён метод ветрового радиозондирования атмосферы. Радиозонды, на которые устанавливались дипольные или уголковые радиолокационные отражатели, сопровождались с помощью радиолокаторов. По синхронным записям координат зонда и телеметрического сигнала строились профили температуры, влажности и ветра. С внедрением изобретения Костарева завершилось создание современного облика системы температурно-ветрового зондирования атмосферы, начало которому было положено изобретением в 1930 году П. А. Молчановым первого радиозонда. В настоящее время радиолокационное измерение ветра на высотах является основным методом наблюдений на гидрометеорологической сети у нас в стране и за рубежом.
В 1946 году Костаревым впервые в России начато применение радиолокационных станций сантиметрового диапазона для обнаружения ливней и гроз. Под его руководством в начале 1950-х годов была создана первая радиолокационная сеть штормового оповещения. В 1960-е и 1970-е годы в ЦАО под научным руководством Костарева был выполнен цикл теоретических и экспериментальных работ по разработке радиолокационных методов измерения осадков, атмосферной турбулентности, ветра. Эти исследования позволили превратить метеорологический радиолокатор в средство измерения параметров облаков и осадков. Работы этого направления были удостоены Государственной премии СССР. В 1980 году по инициативе ЦАО и при поддержке Моссовета была создана первая в России сеть автоматизированных метеорологических радиолокаторов «Московское кольцо», объединившая радиолокационные метеорологические комплексы в Москве, Калуге и Рязани.
За заслуги в научных исследованиях в 1971 году Костарев награждён орденом Ленина. К этому моменту он уже был автором 18 изобретений и более 50 научных трудов. При этом он вёл активную работу по подготовке научных кадров — вырастил целую плеяду способных исследователей в области метеорологической радиолокации. Под его руководством готовились к защите научные диссертации, также он руководил дипломными работами студентов Бауманского высшего технического училища, Одесского и Ленинградского гидрометеорологических институтов. Читал лекции в Московском физико-техническом институте (МФТИ).
Костарев получил признание как учёный не только в СССР, но и за рубежом. В 1969 году он был направлен для участия в работе Женевской группы экспертов по применению метеорологической радиолокации для авиации. В 1971 году в Лондоне читал лекции на международной конференции по радарной метеорологии, участвовал в деятельности «Международной ассоциации метеорологии и физики атмосферы» (МАМФА).

## Награды
- орден Ленина (1971)[2]
- орден Отечественной войны 2-й степени (06.04.1985)[4][5]
  - медали в том числе:
  - «За оборону Москвы» (08.02.1945)[6]
  - «За Победу над Германией в Великой Отечественной войне 1941—1945 гг.» (20.08.1945)[7]
  - «Ветеран труда»[2]

Премии
- Государственная премия СССР[2].

## Ранние научные публикации Костарева
- «Радиозонд без передатчика». Метеорология и гидрология, 1946 г.
- «Аэростатный термометр сопротивления». Метеорология и гидрология, 1947 г.
- «Метеорологические наблюдения при помощи радиолокационных станций», Сб. Новые методы исследования атмосферы, 1947 г.